# 昌宁公主
昌宁公主（?—?），唐朝公主，是中国唐朝第十七代皇帝唐懿宗李漼的诸女之一。
她的生母是王德妃，史书仅仅记载了她的封号昌宁公主。没有关于昌宁公主是否婚嫁的记载。另有两位同母兄弟七郎、八郎。当代学者陈丽萍推测其母王德妃与唐昭宗生母恭憲皇后为同一人:168，然无其它史料证明她与唐昭宗为同母所生。